# Keith Thurman
Keith Thurman Jr. (Nacido el 23 de noviembre de 1988) es un boxeador profesional estadounidense. Ha sido campeón mundial wélter de la Super WBA desde 2013 (promovido a supercampeón en febrero de 2017) y del WBC desde marzo de 2017. Desde diciembre de 2016 está clasificado como el segundo mejor wélter según Boxrec y por la revista The Ring, y por la Transnational Boxing Rankings Board como el tercer mejor boxeador wélter de la actualidad. Boxrec también lo considera como el octavo mejor boxeador libra por libra. Apodado "One Time" (una vez), Thurman es conocido como un artista del knockout y uno de los más fuertes golpeadores de la división wélter. Su única derrota ha sido ante el filipino Manny Pacquiao.

## Carrera amateur
Keith Thurman nació el 23 de noviembre de 1988 en Clearwater (Florida) de padre afroamericano y de madre euroamericana de ascendencia polaca y húngara. La primera pelea amateur de Thurman fue en 1997.  Sería entrenado por Benjamin Getty quien trabajó con Sugar Ray Leonard; Getty tomó a Thurman bajo su cargo desde pequeño y ayudó a formarlo en el boxeador que es hoy. Actualmente es entrenado por Dan Birmingham. Thurman acabó su carrera amateur con 101 victorias (76 KOs), ganó 6 campeonatos nacionales incluyendo el Campeonato Nacional PAL de 2006. En 2007 perdió dos veces contra el campeón mundial Demetrius Andrade en las eliminatorias para las olimpiadas y ganó la medalla de plata.

## Carrera profesional

### Inicios
EL 9 de noviembre de 2007 a los 18 años de edad, Thurman como superwélter contra el panameño Kensky Rodney en el Carte Event Pavilion de Tampa (Florida) es una pelea programada a 4 asaltos. Thurman ganó por KO en el primer asalto mediante un golpe al cuerpo que envió a la lona a su rival. El 8 de agosto de 2008 Thurman derrota al jamaiquino invicto Omar Bell (6-0, 4 KOs) por KO en el primer asalto con una combinación de upper y un izquierdazo. En abril de 2009, Thurman enfrenta a Francisco Garcia en un combate que durpo menos de 3 minutos luego de un cabezazo accidental que detuvo la pelea, declarándosela como sin decisión. En noviembre de 2009, Thurman enfrentó al brasileño Edvan Dos Santos Barros (10-7-1, 7 KOs); a quien derrotaría por decisión unánime con tarjetas 80-71 y 79-72 (dos veces).
El 23 de julio de 2010, Thurman derrota al invicto Stalinn Lopez (7-0, 3 KOs). Los siguientes años, Thurman pasó de ser un 'golpeador' a convertirse en un 'golpeador técnico'. EL 26 de noviembre de 2012, Keith noquearía estrepitosamente al boxeador de 36 años de edad Carlos Quintana (29-3, 23 KOs), en el cuarto asalto para ganar el título NABO de la WBO. Quintana anunció su retiro del boxeo después de aquella derrota.

### Peso wélter

#### Thurman vs. Zaveck
El 9 de marzo de 2013, Thurman con 19 victorias baja de división al peso wélter y pelearía en la cartelera de Hopkins-Cloud en el Barclays Center de Nueva York. Su oponente fue el esloveno de 36 años de edad y excampeón mundial Jan Zaveck (32-2, 18 KOs). Thurman ganó el combate de 12 asaltos por decisión unánime, con tarjeta de 120-108 en los tres jueces, ganando a la vez el título intercontinental de la WBO. Esta pelea también sería eliminatoria para ir por el Título Mundial Wélter de la WBO. Sería la primera pelea a 12 asaltos para Thurman, y también su primer combate en el cual pasaría del octavo asalto.

### Campeón interino de la WBA

#### Thurman vs. Chaves
El 7 de julio de 2013 Keith Thurman gana el interinato wélter de la WBA en el AT&T Center de San Antonio (Texas), noqueando al entonces invicto noqueador Diego Gabriel Chaves (22-0, 18 KOs) en el décimo asalto de una emocionante pelea. Al momento del KO, Thurman estaba arriba en las tarjetas por: 87-83, 87-83, 86-84 gracias en parte al knockdown que sufriría su rival en el noveno asalto, lo cual sería el comienzo del fin para Chaves. Thurman había estado lanzado potentes golpes al cuerpo de su rival durante toda la pelea, finalmente logrando derribar a su rival. Siendo el final para Chaves luego de un gancho al cuerpo y de un derechazo a la frente de este. Thurman en ningún momento estaría en dificultados y soportaría fácilmente el golpeo al cuerpo que hacia Chaves. Ambos intercambiarían golpes, por lo que la pelea sería cerrada hasta antes del sétimo asalto, cuando Chaves empezó a mostrar lentitud en sus golpes y reacciones, siendo conectado con ganchos de izquierda por Thurman. El 28 de enero de 2015 fue promovido de campeón interino a Campeón Mundial Wélter por la WBA.

#### Thurman vs. Soto Karass
El 14 de diciembre de 2013, Thurman tuvo la primera defensa de su título interino, contra el mexicano Jesus Soto Karass (28-8-3, 18 KOs). Soto Karass venía de haber derrotado con un sorpresivo KO a Andre Berto. Después de un inicio algo lento, Thurman tomó control de la pelea en la mitad de ésta, mandando a la lona a su rival en el quinto asalto asalto antes de lanzar un brutal combinación de golpes durante el noveno asalto para volver a enviar a la lona a Soto Karass para así obtener la victoria por KO.  Thurman estuvo adelanta en todas las tarjetas (79-72, 78-73 y 80-71) y volvería de demostrar su gran nivel de boxeo.

#### Thurman vs. Diaz, Bundu
El 26 de abril de 2014, Thurman derrota al veterano boxeador mexicano, Julio Diaz(40-9-1, 29 KOs) en el StubHub Center de Carson (California) para retener su título interino de la WBA. Diaz cayó a la lona en el segundo asalto y no saldría de su esquina para el cuarto asalto. Thurman recibió una bolsa de $600 000.
La próxima defensa de Thurman fue el la cartelera de Khan vs. Alexander el 13 de diciembre de 2014 en el MGM Grand Arena de Las Vegas (Nevada) contra el invicto de 40 años de edad Leonard Bundu (31-0-2, 11 KOs). Sería la tercera pelea en la carrera profesional de Thurman la cual iría a la distancia, ganando una clara decisión unánime de 120-107en las tres tarjetas. Bundu sería enviado a la lona solo una vez en la pelea, lo cual sería en el primer asalto.

### Campeón wélter de la WBA

#### Thurman vs. Guerrero
Thurman enfrenta excampeón mundial de 31 años, Robert Guerrero (32-2-1, 18 KOs) el 7 de marzo de 2015 en el MGM Grand de Las Vegas. Thurman inició el combate de forma agresiva, dominando claramente a su rival en los primeros asaltos. Durante el combate habría emocionantes intercambios de golpes entre Guerrero y Thurman, aunque sería Thurman quién saldría vencedor en la mayoría de esos intercambios, viéndose superior a su rival en la mayor parte de la pelea. Habiendo un cabezazo accidental en el tercer asalto del combate, dejando a Thurman con un corte en la parte izquierda de su frente, lo cual no le sería impedimento alguno para continuar con su ritmo de pelea. Keith enviaría a su rival a la lona en el noveno asalto, para finalmente derrotarlo con una clara decisión unánime con tarjetas 120-107, 118-109 y 118-108. En dicha pelea Thurman recibiría una bolsa de $1.5 millones, mientras que Guerrero recibiría $1.225 millones. De acuerdo a las estadísticas de CompuBox, Thurman conectaría en dicha pelea 211 de 598 golpes (35 %), y Guerrero 104 de 497 (21 %).

#### Thurman vs. Collazo
EL 11 de julio de 2015 en Tampa (Florida), Thurman pelearía en el USF Sundome, a las afueras de su casa de origen, Clearwater, contra el veterano Luis Collazo (36-6, 19 KOs). Collazo lograría lastimar a Thurman con un golpe al cuerpo en el quinto asalto, no obstante un corte cerca del ojo de Collazo le impediría continuar la pelea, declarando a Thurman como ganador por TKO en el sétimo asalto (en las tarjetas la puntuación iba 69-64, 68-65 y 69-64). Luego del combate Thurman comentaría sobre un posible combate contra Floyd Mayweather, diciendo "Soy un campeón joven y fuerte, Floyd. Ven, soy invicto como tú, baby. Ven y llévate mi 0 baby! Ve y llévate mi 0! Estoy listo. Estoy listo."  Collazo recibió por dicho combate una bolsa de $500 000, mientras que Thurman recibiría $1.5 millones. Keith conectaría 119 de 348 golpes lanzados (34 %) mientras que Collazo conectaría solo 76 de 244 (31 %).

#### Thurman vs. Porter
El 17 de febrero se anunciaría que Thurman defendería su Título Mundial antes el excampeón mundial Shawn Porter (26-1-1, 16 KOs) el 12 de marzo de 2016 en el Casino Mohegan Sun Casino de Uncasville (Connecticut). EL 23 de febrero, el promotor de Thurman declararía que dicho combate se pospondría debido a que este se habría lesionado luego de sufrir un accidente automovilístico. Lou Di Bella, declararía que las lesiones no eran serias y que tampoco no habría que preocuparse; y que Thurman había tenido suerte de no haber sufrido peores lesiones. Por consejo de su médicos, Thurman estaría en reposo por seis semanas hasta volver a reiniciar sus entrenamientos. Porter anunció que aquel combate pendiente habría sido reprogramado para el 25 de junio en el Barclays Center. La Asociación Mundial de Boxeo ordenaría luego que el ganador de dicha pelea tenía que enfrentase al campeón interino wélter David Avanesyan (22-1-1, 11 KOs), quien habría logrado derrotar el 28 de maya al #3 de la WBA, Shane Mosley (49-10-1, 41 KOs).
En un combate nominado a pelea del año, Thurman defendería su título satisfactoriamente ante una multitud de 12 718 personas, mediante una decisión unánime de 115-113 en todas las tarjetas. Thurman haría tambalear a Porter en varias ocasiones durante el combate, también se lastimaría por un golpe al cuerpo durante el octavo asalto. Thurman ganó una bolsa de $1.4 millones. Este fue el primer evento principal televisado por la CBS en horario estelar desde la pelea del 15 de febrero de 1978 entre Muhammad Ali y Leon Spinks, donde saldría victorioso el último en un combate a 15 asaltos, lo cual en su momento sería una gran sorpresa. Finalizada la pelea, Thurman registró 235 golpes conectados de 539 golpes lanzados (44 %) y Porter, 236 de 662 (36 %). Luego de la pelea, habría varías menciones sobre una posible revancha. La pelea tendría un promedio de 3.1 millones de televidentes de acuerdo a ESPN. La cartelera en sí tendría un promedio de 2.4 millones de televidentes. El evento lograría vender $1.1 millones en tickets, la mayor venta en la historia del Barclays Center, siendo también el segundo mayor evento en la historia del Barclays Center con más asistentes, siendo el total más de 12 mil. Varios excampeones mundiales votaría a dicho combate como la 'Pelea del año'.
El 15 de julio, la WBA anuncia que Thurman tendría una defensa mandataria contra el campeón interino David Avanesyan (22-1-1, 11 KOs). Ambos tenían hasta el 13 de agosto para completar las negociaciones de un posible combate, antes de que este fuera subastado. Debido a que no pudo haber acuerdo alguno para dicho combate, la WBA declararía a Avanesyan como campeón regular y a Thurman como supercampeón.

### Unificación de títulos wélter

#### Thurman vs. Garcia
EL 25 de octubre de 2016, Showtime anuncia varias peleas que se darían lugar entre fines de 2016 e inicios de 2017. Una de estas sería, el gran anticipado combate unificatorio entre Thurman y su invicto compañero campeón mundial del Consejo Mundial de Boxeo, Danny García (33-0, 19 KOs). Garcia venia de derrotar al poco conocido Samuel Vargas en un combate celebrado el 12 de noviembre, el cual abría la puerta para el anuncio oficial de la anticipada pelea contra Thurman, la cual sería establecida para el 4 de marzo de 2017 en el Barclays Center de Nueva York. Al contrario de Garcia, Thurman decidiría tener un descanso de 9 meses antes de enfrentar a Garcia. Thurman sería espectador del combate de Garcia vs. Vargas, y luego de este, Keith entraría al ring declarando en una entrevista: “Tú tienes una cita el 4 de marzo contra 2 grandes golpeadores, no veo que la pelea pueda llegar a los 12 asaltos. Me veo como el mejor boxeador que pueda enfrentar Danny." Garcia contestaría diciéndole simplemente a Thurman, que él sería el siguiente. En la conferencia de prensa llevada a cabo el 18 de enero de 2017, la pelea fue oficialmente anunciada y se dijo que sería transmitida en vivo por la CBS. La conferencia se volvería tensa cuando Angel Garcia el padre y entrenador de Danny García, lanzarías insultos raciales contra Thurman.
Thurman gana el combate por decisión dividida con tarjetas 116-112, 113-115 y 115-113, logrando unificar dos títulos mundiales en la división wélter. Thurman inició la pelea de forma impetuosa, lanzando varios golpes y evadiendo satisfactoriamente los ganchos de Garcia; siendo así durante la mayor parte del combate. Garcia empezaría a presionar a su rival durante la mitad del combate, obligando a Thurman a retroceder. Thurman disminuiría su ritmo de combate en la parte final de este, debido a que creía que estaba adelante notoriamente en las tarjetas de los jueces. Durante el anuncio del ganador, Jimmy Lennon Jr. le hizo creer falsamente a Garcia por un momento que este había ganando el combate, ya que nombró primero el título del WBC antes que el de la WBA. En la entrevista luego del combate, Thurman destacó que fue su trabajo defensivo el que lo había conducido hacia la victoria, diría: "No estuve regalando el combate. Sentí que probablemente estaba liderando en las tarjetas, (y) que podía disminuir mi ritmo. Sentí que seguramente había logrado controlar los tres minutos de todos los asaltos anteriores. Mi defensa fue efectiva. El no podía conectarme." Las estadísticas de Compubox decían que Thurman conectó 147 de 570 golpes lanzados (26 %) y Garcia 130 de 434 (30 %). Por dicha pelea ambos boxeadores recibirían una bolsa de $2 millones cada uno. A la pelea asistieron 16 533 espectadores. De acuerdo a la revista The Ring, la pelea tuvo sintonías pico de 5.1 millones de televidentes, lo cual ocurrió durante el último asalto. El promedio de televidentes del combate sería de 3.74 millones. Esta sería la primera vez desde 1998 que un evento de boxeo en horario estelar alcanzaría esa cantidad de audiencia. La cartelera completa tendría un promedio de 3.1 millones de televidentes.

## Récord profesional
| 29 Ganadas (22 KOs), 1 Derrota, 1 Sin decisión |      |          |                         |      |               |            |                                                   |                                                                                                   |
| N.º                                            | Res. | Récord   | Oponente                | Tipo | Rd., Tiempo   | Datos      | Localidad                                         | Notas                                                                                             |
| 1                                              | G    | 1–0      | Kensky Rodney           | TKO  | 1 (4), 2:03   | 09/11/2007 | A La Carte Event Pavilion, Tampa, Florida         | Debut profesional de Thurman.                                                                     |
| 2                                              | G    | 2–0      | Tramiane Boone          | KO   | 1 (4), 0:22   | 18/01/2008 | A La Carte Event Pavilion, Tampa, Florida         |                                                                                                   |
| 3                                              | G    | 3–0      | Brandon Buchanon        | KO   | 1 (4), 1:08   | 14/02/2008 | A La Carte Event Pavilion, Tampa, Florida         |                                                                                                   |
| 4                                              | G    | 4–0      | Carlos Pena             | TKO  | 1 (4), 1:31   | 05/04/2008 | Hilton Bayfront, St. Petersburg, Florida          |                                                                                                   |
| 5                                              | G    | 5–0      | Jessie Davis            | KO   | 1 (4), 2:49   | 09/05/2008 | A La Carte Event Pavilion, Tampa, Florida         |                                                                                                   |
| 6                                              | G    | 6–0      | Jason Jordan            | KO   | 1 (6), 2:34   | 27/06/2008 | A La Carte Event Pavilion, Tampa, Florida         |                                                                                                   |
| 7                                              | G    | 7–0      | Omar Bell               | KO   | 1 (6), 2:01   | 15/08/2008 | A La Carte Event Pavilion, Tampa, Florida         |                                                                                                   |
| 8                                              | G    | 8–0      | Marcus Luck             | TKO  | 1 (6), 1:53   | 07/11/2008 | A La Carte Event Pavilion, Tampa, Florida         |                                                                                                   |
| 9                                              | NC   | 8–0 (1)  | Francisco Garcia        | NC   | 1 (6), 3:00   | 04/04/2009 | Frank Erwin Center, Austin, Texas                 | La pelea se detuvo debido a un cabezazo accidental.                                               |
| 10                                             | G    | 9–0 (1)  | Marteze Logan           | TKO  | 3 (6), 0:46   | 26/06/2009 | Desert Diamond Casino, Tucson, Arizona            |                                                                                                   |
| 11                                             | G    | 10–0 (1) | Travis Hartman          | TKO  | 2 (6), 1:00   | 14/08/2009 | Desert Diamond Casino, Tucson, Arizona            |                                                                                                   |
| 12                                             | G    | 11–0 (1) | Edvan Dos Santos Barros | UD   | 8             | 06/11/2009 | Hyatt Regency, Tampa, Florida                     |                                                                                                   |
| 13                                             | G    | 12–0 (1) | Leonardo Rojas          | TKO  | 2 (8), 2:07   | 28/11/2009 | Coliseo Pepsi, Quebec                             |                                                                                                   |
| 14                                             | G    | 13–0 (1) | Stalinn Lopez           | KO   | 2 (6), 1:17   | 23/07/2010 | Pechanga (resort y casino), Temecula, California  |                                                                                                   |
| 15                                             | G    | 14–0 (1) | Quandray Robertson      | KO   | 3 (6), 2:40   | 18/10/2010 | Staples Center, Los Ángeles, California           |                                                                                                   |
| 16                                             | G    | 15–0 (1) | Favio Medina            | TKO  | 4 (8), 2:34   | 27/11/2010 | MGM Grand Garden Arena, Paradise, Nevada          |                                                                                                   |
| 17                                             | G    | 16–0 (1) | Christopher Fernandez   | TKO  | 1 (8), 2:50   | 25/02/2012 | Scottrade Center, San Luis, Misuri                |                                                                                                   |
| 18                                             | G    | 17–0 (1) | Brandon Hoskins         | TKO  | 3 (8), 0:25   | 05/05/2012 | MGM Grand Garden Arena, Paradise, Nevada          |                                                                                                   |
| 19                                             | G    | 18–0 (1) | Orlando Lora            | TKO  | 6 (10), 1:37  | 21/07/2012 | U.S. Bank Arena, Cincinnati, Ohio                 |                                                                                                   |
| 20                                             | G    | 19–0 (1) | Carlos Quintana         | TKO  | 4 (10), 2:19  | 24/11/2012 | Citizens Business Bank Arena, Ontario, California | Gana el título NABO de la WBO de la división superwélter.                                         |
| 21                                             | G    | 20–0 (1) | Jan Zaveck              | UD   | 12            | 09/03/2013 | Barclays Center, Nueva York                       | Gana el título intercontinental de la WBO de la división wélter.                                  |
| 22                                             | G    | 21–0 (1) | Diego Gabriel Chaves    | KO   | 10 (12), 0:28 | 27/07/2013 | AT&T Center, San Antonio, Texas                   | Gana el título interino de la WBA de la división wélter.                                          |
| 23                                             | G    | 22–0 (1) | Jesús Soto Karass       | TKO  | 9 (12), 2:21  | 14/12/2013 | AT&T Center, San Antonio, Texas                   | Retiene el título interino de la WBA de la división wélter.                                       |
| 24                                             | G    | 23–0 (1) | Julio Díaz              | RTD  | 3 (12), 3:00  | 26/04/2014 | StubHub Center , Carson, California               | Retiene el título interino de la WBA de la división wélter.                                       |
| 25                                             | G    | 24–0 (1) | Leonard Bundu           | UD   | 12            | 13/12/2014 | MGM Grand Garden Arena, Paradise, Nevada          | Retiene el título interino de la WBA de la división wélter.                                       |
| 26                                             | G    | 25–0 (1) | Robert Guerrero         | UD   | 12            | 07/03/2015 | MGM Grand Garden Arena, Paradise, Nevada          | Retiene el Título Mundial de la WBA de la división wélter.                                        |
| 27                                             | G    | 26–0 (1) | Luis Collazo            | RTD  | 7 (12), 3:00  | 11/07/2015 | USF Sun Dome, Tampa, Florida                      | Retiene el Título Mundial de la WBA de la división wélter.                                        |
| 28                                             | G    | 27–0 (1) | Shawn Porter            | UD   | 12            | 25/06/2016 | Barclays Center, Nueva York City, Nueva York      | Retiene el Título Mundial de la WBA de la división wélter.                                        |
| 29                                             | G    | 28–0 (1) | Danny García            | SD   | 12            | 04/03/2017 | Barclays Center, Nueva York, City, Nueva York     | Retiene el Título Mundial de la Super WBA y gana el Título Mundial del WBC de la división wélter. |
| 30                                             | G    | 29–0 (1) | Josesito López          | MD   | 12            | 26/01/2019 | Barclays Center, Nueva York, City, Nueva York     | Retiene el Título Mundial de la Super WBA de la división wélter.                                  |
| 31                                             | D    | 29–1 (1) | Manny Pacquiao          | SD   | 12            | 20/07/2019 | MGM Grand Garden Arena, Paradise, Nevada          | Pierde el Título Mundial de la Super WBA de la división wélter.                                   |
| 32                                             | G    | 30-1 (1) | Mario Barrios           | UD   | 12            | 06/02/2022 | Michelob Ultra Arena, Las Vegas, Nevada           |                                                                                                   |